# Gerald Duffy
Gerald C. Duffy (* 13. April 1896 in New York City, New York; † 25. Juni 1928 in Los Angeles, Kalifornien) war ein US-amerikanischer Journalist, Autor und Drehbuchautor.

## Leben
Duffy war zunächst Journalist und Herausgeber des Redbook Magazine und schrieb für dieses sowie andere Magazine zahlreiche Kurzgeschichten. Im Alter von 23 Jahren hatte er bereits mehr als 200 Kurzgeschichten verfasst und war so populär, dass er 1919 von den First National Studios als Autor von Filmszenarien und Zwischentiteln engagiert wurde.
In der Folgezeit war er an der Entstehung von über 40 Stummfilmen beteiligt wie seinem Debüt A Fighting Colleen (1919), Too Many Kisses (1925, Co-Autor John Monk Saunders) und Die Welt in Flammen (1927).
Duffy verstarb plötzlich beim Diktieren eines Drehbuchs auf dem Gelände des Filmstudios. Für einen seiner letzten Filme, Das Liebesleben der schönen Helena (1927), war Gerald C. Duffy bei der ersten Oscarverleihung 1929 für den nur in diesem Jahr verliehenen Oscar in der Kategorie bestes Titelschreiben nominiert. Da Duffy bereits am 25. Juni 1928 verstorben war, war er der Erste, der posthum für einen Oscar nominiert wurde. Der Preis ging jedoch an Joseph Farnham, der den Oscar für seine Gesamtleistung verliehen bekam.